# Vitali Sjevtsjenko
Vitali Sjevtsjenko (Russisch: Вита́лий Ви́кторович Шевче́нко) (Bakoe, 2 oktober 1951) is een voormalig Russisch voetballer en trainer die als speler uitkwam voor de Sovjet-Unie.

## Biografie
Hij begon zijn carrière bij Neftsji Bakoe en maakte in 1972 de overstap naar Dinamo Kiev. Door een zware blessure speelde hij daar echter slechts een handvol wedstrijden. Van 1975 tot 1982 was hij een vaste waarde voor Tsjernomorets Odessa. Hij beëindigde zijn spelerscarrière bij Lokomotiv Moskou.
Sjevtsjenko speelde dertien wedstrijden voor het nationale elftal en scoorde 4 keer. Na een blessure keerde hij niet meer terug in het nationale elftal.